# Phuphena diagona
Phuphena diagona är en fjärilsart som beskrevs av George Francis Hampson 1908. Phuphena diagona ingår i släktet Phuphena och familjen nattflyn. Inga underarter finns listade i Catalogue of Life.